# Tokunosia
Tokunosia is een geslacht van hooiwagens uit de familie Epedanidae.
De wetenschappelijke naam Tokunosia is voor het eerst geldig gepubliceerd door Suzuki in 1964. 

## Soorten
Tokunosia is monotypisch en omvat slechts de volgende soort:
- Tokunosia tenuipes